# C.L.C.G. Naomh Conaill
Il C.L.C.G. Naomh Conaill è un club GAA del board della Donegal GAA con sede a Glenties. Nonostante i non molti trofei maggiori in bacheca, tutti ottenuti dal 2005 in poi, il Naomh Conaill è un club di importanza centrale per il calcio gaelico nella contea. Fondato nel 1921, è uno dei più antichi del Donegal assieme ai vicini di Ardara, il cui territorio è considerato una roccaforte culturale delle disciplina sportiva nella contea. L'importanza culturale è amplificata dal fatto che il club non raccoglie la popolazione soltanto di Glenties, ma anche delle vicine comunità di Fintown, The Glen e The Mass fino al Gweebarra Bridge, molte delle quali sono importanti gaeltacht. Il nome del club, esclusivamente in gaelico per richiamare queste zone che rappresenta, significa "San Connell", santo a cui l'abitato di Glenties e dintorni è molto legato dato che sono a lui intitolati anche la chiesa principale e il museo cittadino. 
La squadra gioca con divise blu e pantaloncini bianchi e l'impianto di casa è il Davy Brennan Memorial Park (Pairc Daithí Ó Braonáin in irlandese).

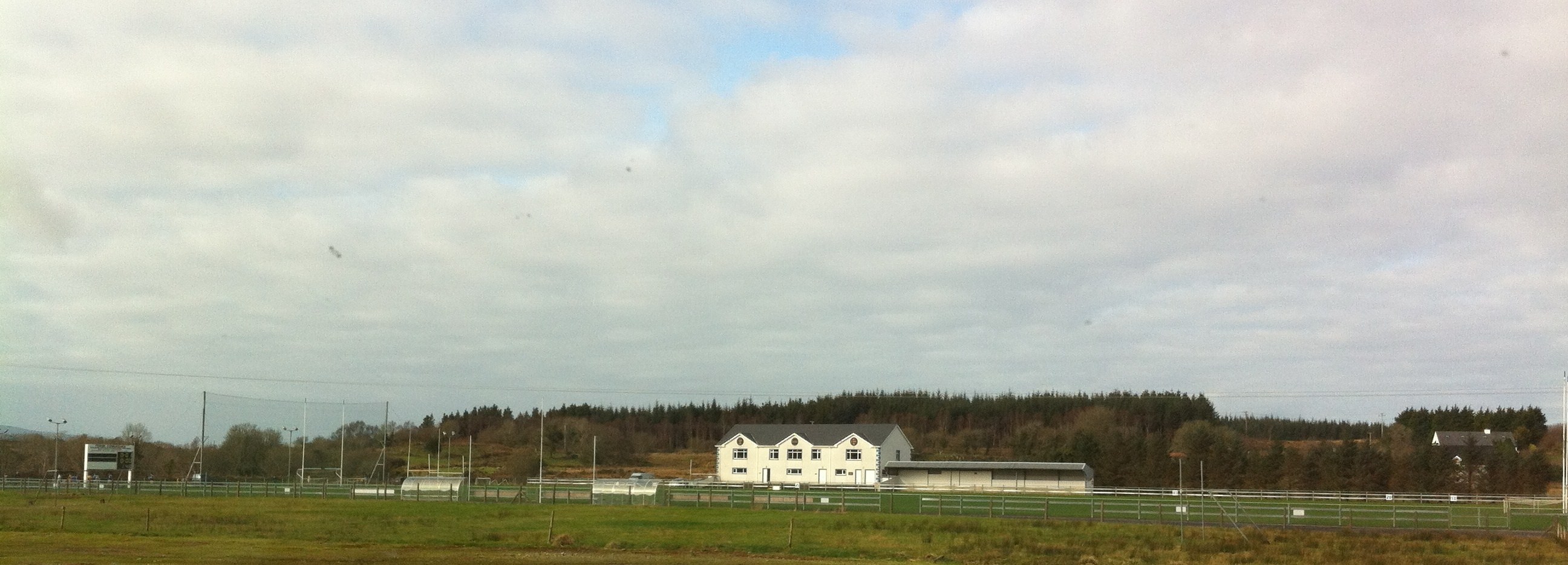
Il Davy Brennan Memorial Park, campo di casa del Naomh Conaill

Il club ha vinto i titoli di contea nel 2005, 2010 e 2015. Il primo di questi è stato ottenuto sotto la guida di Jim McGuinness che sarebbe divenuto nel 2012 campione d'Irlanda col Donegal e sperimentò proprio col club il vincente e famoso assetto tattico chiamato The System ("Il Sistema"). Nel 2010 ha disputato anche la finale dell'Ulster Championship, venendo però sconfitta.

## Palmarès

### Calcio gaelico
- 3 Donegal Senior Football Championship (2005, 2010, 2015)
- 1 Donegal Senior League (Democrat Cup) (2002)
- 1 Donegal Intermediate Football Championship (1990)
- 3 Donegal Junior Football Championships (1928, 1933, 1964)
- 3 Donegal League Div. 2 (1963-4, 1977, 1988)
- 1 Donegal Shield Div. 1 (1995)
- 1 Donegal Shield Div. 2 (1992)
- 1 Donegal Shield Div. 3 (1989)
- 4 Donegal Under 21 Championships (2006, 2007, 2008, 2010)
- 8 Donegal Under 18 [Minor] Championships (1939, 1945, 1962, 1969, 1970, 2003, 2004, 2009)
- 1 Donegal Under 18 A2 Championship (1995)
- 2 Donegal Minor Leagues (2003, 2007 [Regional and Divisional])
- 2 Donegal Under 16 Championships (1968, 1971)
- 1 INTO 7-aside skills (1990)
- 3 Óg Spórt Gaels (1999, 2000, 2001)
- 1 Donegal Under 14B Championship (1988)
- 1 Donegal Under 13 A2 Championship (1997)
- 2 Donegal Under 12 Championships (1998, 2009)
- 4 Donegal Under 12 A2 [formerly B] Championships (1989, 1995, 2000, 2001)
- 2 Comórtas Peile na Gaeltachta Dhún na nGall - Sinsír (1974, 1996)
- 1 Glen McGinty Cup [Junior Football] (1990)

### Camogie
- 2 Donegal Intermediate Camogie Championships (1988, 1989)